# Фино, Этьен
Этьен Фино (фр. Étienne Finot; 6 декабря 1748, Авероль (Йона) — 7 декабря 1828, Авероль (Йона)) — французский политический деятель.
До Великой Французской революции служил клерком в нотариальной конторе в Сен-Флорентине, затем был администратором там, а на момент начала революции был судебным исполнителем в Шателе.
После начала революционных событий был избран в Конвент от Йоны (мандат с 7 сентября 1792 по 26 октября 1795 года), заседал от Монтанье и голосовал там за казнь короля; был сторонником Робеспьера и одним из якобинцев, в составе Конвента входил в состав Комитета 13 и Комитета 21. После сессии Конвента был назначен президентом центральной администрации Йоны и при Директории был исполнительным комиссаром.
Принял режим Первой империи, был при нём инспектором вод и лесов в Жуани. Поддержал Наполеона Бонапарта во время Ста дней в 1815 году; после окончательной Реставрации Бурбонов был в 1816 году изгнан из страны, как и другие, обвинённые в причастности к казни короля, проживал в Веве, в Швейцарии. На родину смог вернуться в 1818 году по амнистии.
Помимо Этьена, известность как политики получили его брат Антуан Бернар (2 декабря 1750, Дижон — 26 апреля 1818, Париж) и племянники (сыновья брата), Август Франсуа (9 февраля 1782, Аваллон — 6 июля 1846, там же) и Антуан Бернар-младший (1 сентября 1780, Дижон — 10 января 1844, Париж). Антуан Бернар-старший был управляющим государственными финансами в период Первой империи, 16 января 1813 года был избран в Сенат от Йоны, голосовал за отречение Наполеона, 22 августа 1815 года был избран депутатом от Монблана. Его младший сын Август Франсуа имел медицинское образование, был избран депутатом от Йоны 5 июля 1831 года, однако вскоре лишился мандата; перевёл работу «Traité sur la nature de la goutte» Скудамора. Антуан Бернар-младший окончил Политехническую школу, затем служил в финансовом управлении итальянских территорий империи, позже был назначен генеральным секретарём в Лотере. 15 февраля 1809 года он был назначен аудитором государственного совета, затем (также в 1809 году) был ответственным директором по вопросам соли, табака и гербового сбора по Австрии, в 1810 году заведовал товарами для короны в Голландии. 30 ноября 1810 года был назначен префектом Монблана, 2 августа 1811 года получил от императора баронский титул. После Реставрации Бурбонов возглавил префектуры Корреза и Изера. 4 ноября 1837 года был избран депутатом от Корреза и поддержал правительство Моля. Участвовал в выборах 1839 года.